# Tidewater Provincial Park
Tidewater Provincial Park är en park i Kanada.   Den ligger i provinsen Ontario, i den östra delen av landet, 700 km nordväst om huvudstaden Ottawa. Tidewater Provincial Park ligger 7 meter över havet. Den ligger på ön Bushy Island.
Terrängen runt Tidewater Provincial Park är mycket platt. Trakten runt Tidewater Provincial Park är nära nog obefolkad, med mindre än två invånare per kvadratkilometer.. Närmaste större samhälle är Moosonee, 5,1 km norr om Tidewater Provincial Park. 
I omgivningarna runt Tidewater Provincial Park växer i huvudsak blandskog.